# Eutrotonotus basistriga
Eutrotonotus basistriga är en fjärilsart som beskrevs av Sergius G. Kiriakoff 1960. Eutrotonotus basistriga ingår i släktet Eutrotonotus och familjen tandspinnare. Inga underarter finns listade i Catalogue of Life.